# گرونباخ، اتریش
گرونباخ آپر  (به آلمانی: Grünbach) یک منطقهٔ مسکونی در اتریش است که در ناحیه فرایشتات واقع شده‌است. گرونباخ آپر  ۳۶٫۱ کیلومتر مربع مساحت دارد ۷۲۱ متر بالاتر از سطح دریا واقع شده‌است.